# وزارت اطلاعات و فرهنگ
وزارت اطلاعات و فرهنگ (به پشتو: د اطلاعاتو او فرهنګ وزارت) یکی از وزاتخانه‌های کابینه افغانستان است. در حال حاضر خیرالله خیرخواه سرپرست وزارت اطلاعات و فرهنگ می‌باشد.

## وزیرها
| عبدالرحیم نوین  | ۱۷ ژوئیه ۱۹۷۳–۲۸ آوریل ۱۹۷۸ | نوین توسط رئیس‌جمهور داود خان به عنوان اولین وزیر اطلاعات و فرهنگ جمهوری افغانستان تعیین شد. |
| امیر خان متقی   |                             | زیر نظر ملا عمر در امارت اسلامی افغانستان (۱۹۹۶–۲۰۰۱) |
| سید مخدوم رهین  | دسامبر ۲۰۰۱ - مارس ۲۰۰۶     | - بنیانگذار انجمن صلح و دموکراسی برای افغانستان - در ولسی جرگه رای اعتماد کافی نگرفت و مجبور به استعفا شد |
| کریم خرم        | مارس ۲۰۰۶ - ژانویه ۲۰۱۰     | |
| سید مخدوم رهین  | ژانویه ۲۰۱۰ - آوریل ۲۰۱۵    | - پس از سفیر افغانستان در هند به عنوان وزیر اطلاعات و فرهنگ بازگشت و این بار به اندازه کافی رای اعتماد گرفت. |
| عبدالباری جهانی | آوریل ۲۰۱۵ - نوامبر ۲۰۱۶    | - جهانی به مدت دو سال (۱۹۷۶ و ۱۹۷۸) به عنوان مدیر کمک‌های خارجی وزارت معارف (۱۹۷۶ و ۱۹۷۸) خدمت کرد. در سال ۱۹۸۱ به عنوان معاون رئیس رادیو تلویزیون ملی افغانستان منصوب شد. جهانی در سال ۱۹۸۳ به صدای آمریکا پیوست و در سال ۲۰۱۰ از صدای آمریکا بازنشسته شد. - متن آهنگ سرودهای ملی افغانستان را جهانی ساخته‌است. |
| خیرالله خیرخواه | ۷ سپتامبر ۲۰۲۱ - اکنون      | |